# Тубероинфундибулярный путь
Тубероинфундибулярный путь является одним из подсистем (систем, трактов, путей) дофаминергической системы мозга. Его образуют дофаминергические нейроны аркуатного ядра медиобазального гипоталамуса, проецирующие свои аксоны в срединное возвышение. Выделяемый ими дофамин регулирует секрецию пролактина передней частью гипофиза. 
Некоторые антипсихотические лекарства блокируют выделение дофамина в тубероинфундибулярном пути, что может приводить к возникновению нейроэндокринных нарушений — в частности, к гиперпролактинемии (повышению уровня пролактина). Гиперпролактинемия может быть бессимптомной, но может обуславливать и развитие побочных эффектов, к которым относят нарушения менструальной функции, галакторею, бесплодие, гинекомастию, депрессию и тревогу, сексуальные расстройства, снижение плотности костной ткани, опухоль гипофиза.

## Другие дофаминергические пути
К другим дофаминергическим системам относят также:
- мезолимбический путь
- мезокортикальный путь
- нигростриарный путь

Кроме того, в некоторых источниках выделяют инцертогипоталамический, диенцефалоспинальный и ретинальный тракты.